# Lachlan Rosengreen
Lachlan Rosengreen (ur. 18 czerwca 1987) – australijski rugbysta grający na pozycji skrzydłowego ataku, mistrz świata U-19 z 2006 roku, reprezentant kraju w rugby 7.
W 2005 roku ukończył Sydney Grammar School, gdzie był kapitanem szkolnego zespołu i został wybrany do reprezentacji szkół zrzeszonych w Great Public Schools. Rozpoczął następnie studia na uniwersytecie w Sydney związując się jednocześnie z Sydney Uni Football Club. W tym zespole występował do 2011 roku, kiedy to przeszedł do drużyny Norths. Trenował również w Akademii Waratahs.
W 2005 roku został wybrany do stanowego zespołu U-18, z którym zdobył mistrzostwo kraju w tej kategorii wiekowej, otrzymał nagrodę dla najlepszego szkolnego zawodnika Nowej Południowej Walii, a następnie znalazł się w kadrze Australian Schoolboys. Początkowo nie otrzymał powołania do reprezentacji U-19 na odbywające się w Dubaju mistrzostwa świata w tej kategorii wiekowej, jednak ostatecznie znalazł się w składzie za przeniesionego do kadry U-21 Caleba Browna. W turnieju zagrał w czterech meczach, zdobywając trzy przyłożenia, a młodzi Australijczycy zdobyli tytuł mistrzowski. Został następnie powołany do kadry rugby siedmioosobowego na dwa ostatnie turnieje IRB Sevens World Series sezonu 2005/2006.
Startował także w juniorskich zawodach lekkoatletycznych, a rekord jego szkolnej sztafety 4x400 m jest również rekordem Athletic Association of the Great Public Schools of New South Wales.